# Margarito Teves
Margarito "Gary" B. Teves (Dipolog, 1 augustus 1943) is een Filipijns politicus. Teves was van 2005 tot 2010 minister van Financiën. In het verleden was hij 11 jaar lid van het Huis van Afgevaardigden en president van de staatsbank Land Bank of the Philippines.

## Biografie
Teves werd geboren op 1 augustus 1943 in Dipolog in de zuidelijke provincie Zamboanga del Norte. Zijn vader was Herminio G. Teves en zijn moeder Narcisa E. Bustalino. Zijn studie volgde Teves in drie verschillende landen. Eerst behaalde hij in 1962 een Bachelor of Arts-diploma aan de Universidad Central de Madrid in 1965 in Spanje. Daarna voltooide hij een opleiding "Business Studies" aan de City of London College in Engeland. Ten slotte behaalde hij in 1968 een Master-diploma in ontwikkelingseconomie behaalde aan het Williams College in de Amerikaanse staat Massachusetts
Bij de verkiezingen van 1987 werd Teves gekozen als afgevaardigde namens het 3e kiesdistrict van Negros Oriental. In 1992 en 1995 zou hij worden herkozen. Als afgevaardigde verrichtte Teves veel werk op economisch gebied. Zo was hij onder andere verantwoordelijk voor Republic Act (RA)7221, die de toegang tot en mogelijkheden op de Filipijnse markt voor buitenlandse banken vergrootte. Ook initieerde hij RA 8293, een aanpassing van de Patent, Trademark en Copyright-wetgeving. Verder werkte hij ook aan RA 7653 (de nieuwe centrale bank-wet), RA 8184 (die het belastingstelsel voor petroleum producten wijzigde) en RA 6939 (waarin de oprichting van de "Cooperative Develpment Authority" werd geregelde).
Teves was in zijn tijd in het Huis van Afgevaardigden onder andere voorzitter van de Commissie voor Landelijke Ontwikkeling en de Commissie voor Economische Zaken. Ook was hij lid van diverse andere commissies. Zijn termijn als afgevaardigde eindigde op 30 juni 1998.
Aanluitend was Teves van 1998 tot 2000 voorzitter en CEO van het agentschap Think Tank, inc., dat zich bezighoudt met economische vooruitzichten.
Van 1 september 2000 tot juli 2005 was Teves president en CEO van de Land Bank of the Philippines. De goede financiële prestaties van de staatsbank in die periode werden vooral aan hem toegeschreven.
In juli 2005 werd Teves benoemd tot minister van Financiën nadat president Gloria Macapagal-Arroyo verscheidene mensen uit haar economisch team had ontslagen.
In januari 2009 kreeg Teves van het tijdschrift The Banker, de onderscheiding "beste minister van Financiën van Azië in 2008".
Alabastro · Andaya · Atienza · Bunye · Cabral · Durano · Duque · Ebdane · Ermita · Favila · Raul Gonzalez · Lapus · Mendoza · Pangandaman · Puno · Remonde · Reyes · Romulo · Roque · Saludo · Santos · Norberto Gonzales · Teves · Yap